# عصفور الأرز
عصفور الأرز (الاسم العلمي: Oryzoborus) جنس من الطيور من فصيلة التناجر. تصنف أحيانا ضمن فصيلة الدرسات والعصافير الأمريكية، ولكن الدراسات الحديثة أظهرت أنها تنتمي فصيلة التناجر، وكثر الجدل حول دمجها مع جنس آكلات البذور.

## الأنواع
تشمل على الأنواع التالية:
- عصفور الأرز كستنائي البطن (angolensis Oryzoborus)
- عصفور الأرز أسود المنقار (atrirostris Oryzoborus)
- عصفور الأرز كبير المنقار (crassirostris Oryzoborus)
- عصفور الأرز سميك المنقار (funereus Oryzoborus)
- عصفور الأرز ضخم المنقار (maximiliani Oryzoborus)
- عصفور الأرز نيكاراغوا (nuttingi Oryzoborus)